# Johann Christoph Altnickol
Johann Christoph Altnickol, o Altnikol (Berna bei Seidenberg, battezzato il 1º gennaio 1720 – Naumburg, sepolto il 25 luglio 1759), è stato un compositore, organista e cantante lirico tedesco.

## Biografia
Nato forse nel dicembre 1719, Johann Christoph Altnickol studiò presso il liceo di Lauban. Fra il 1740 e il 1744 fu cantante e assistente organista presso la Marienkirche di Breslavia, e, dal marzo 1744, studiò teologia all'università di Lipsia. Dal 1745 cantò come basso a Lipsia, nel coro della Thomasschule diretto da Johann Sebastian Bach, e lavorò come copista. Durante la sua permanenza a Lipsia Altnickol copiò i diciotto corali  BWV 651-688, il secondo libro de Il clavicembalo ben temperato, le sonate per violino BWV 1014-1019, le suite francesi BWV 812-817 e la Passione secondo Matteo BWV 244.
Nel 1746 Wilhelm Friedemann Bach, figlio di Johann Sebastian, lo raccomandò come proprio successore a Dresda, motivando che aveva studiato strumenti a tastiera e composizione con Johann Sebastian, ma Altnickol non riuscì ad aggiudicarsi il posto. Nel 1748 divenne organista e insegnante di scuola a Niederwiesa. Nel settembre dello stesso anno si spostò a Naumburg, dove divenne organista presso la chiesa di san Wenzel. Nel 1749 sposò Elisabeth Juliana Friderica Bach, figlia di Johann Sebastian. La coppia ebbe un figlio, ma il bambino non superò l'infanzia.
Dopo la morte di suo suocero Johann Sebastian, Altnickol si prese cura del proprio cognato Gottfried Heinrich Bach, figlio mentalmente ritardato di Johann Sebastian. Johann Christoph Altnickol morì a Naumburg nel 1759.

## Composizioni
La maggior parte delle sue opere sono andate perdute.

### Opere vocali
- Una messa in re minore (comprensiva solo di Kyrie e Gloria).
- Due sanctus.

Cantate
- Frohlocket und jauchzet in prächtigen Chören.
- Ich lebe und ihr sollt auch leben.

Mottetti
- Befiehl du deine Wege.
- Nun danket alle Gott.

### Opere strumentali
- Una sonata in do maggiore per clavicembalo.
- Sette danze.
- Un ricercare a quattro voci.